# Prospect, Oregon
Prospect är en ort i Jackson County i delstaten Oregon, USA.